# Potyond
Potyond é um município da Hungria, situado no condado de Győr-Moson-Sopron. Tem 2,84 km² de área e sua população em 2015 foi estimada em 96 habitantes.